# Protancylis
Protancylis là một chi bướm đêm thuộc phân họ Olethreutinae trong họ Tortricidae.

## Các loài
- Protancylis amseli Diakonoff, 1983
- Protancylis bisecta Razowski, 2002